# Козинский заказник
«Козинский заказник» (укр. Козинський заказник) — ландшафтный заказник общегосударственного значения, расположенный на территории Обуховского района (Киевская область, Украина).
Площадь — 967 га.

## История
Заказник был создан согласно Указу Президента Украины от 10 февраля 1994 года № 750.
Согласно исследованию (2012, 2014 год) О. Соколенко и В. Иванец, при въезде в заказник отсутствуют аншлаги и информационные стенды. С 2006 года на территории заказника площадью 100 га нелегально функционирует гольф-клуб. Вследствие создания гольф-клуба был изменен ландшафт и растительность местности. Также природные комплексы заказника ухудшаются из-за нелегальных рекреационной деятельности и перемещения автотранспорта, а также нелегального строительства.
Согласно исследованию (2013 год) С. Ефименко и А. Литвиненко, по данным кадастровой карты были выданы земельные участки на территории заказника, вопреки законодательству.

## Описание
Природоохранный объект создан с целью охраны ценных природных комплексов в пойме реки Днепр на границе лесной и лесостепной зон. Заказник находится на территории Козинского поселкового совета и Украинского горсовета (частично, крайний юг) — на четырех островах между рекой Козинка и обводнительным каналом в пойме Днепраː урочище Зимное и Домаха, восточная часть пгт Козин и восточнее села Плюты. Острова разделены проливами и расчленены заливами и озерами. Восточнее расположены обводнительный канал и дамба Каневского водохранилища.
В состав заказника вошли такие землиː колхоз Завет Ильича 76,7 га, колхоз День урожая 57 га, колхоз Приднепровский 319,3 га, колхоз Родина 455 га, коллективное с/х предприятие Колос 39 га.
Ближайший населённый пункт — Козин, Плюты; город — Киев, Украинка.

## Природа
Пойма Днепра практически не сохранилась в природном состоянии, из-за созданной системы водохранилищ на реке. Ландшафт заказника представлен водной и прибрежно-водной растительностью, растительностью заболоченных лугов, растительностью сухих лугов на возвышенных гривах, растительность гаёв на плоских гривах.
Лучше всего в природном состоянии сохранилась центральная и южная части заказника из-за своей труднодоступности. Из-за влияния антропогенного фактора (работа Каневской ГЭС с 1972 года и водный режим Каневского водохранилища) меняется облик местности. Сейчас вытесняются ранее доминирующие луговые виды бореальными (лесными), в связи с отсутствием весеннего половодья. Распространения приобретают лесные виды сосна обыкновенная, дуб черешчатый, берёза, груша.
Водная растительность представлена редкими видами кувшинка белая и кубышка жёлтая. Заболоченные луга представлены доминирующими видами манник большой,  осока острая, овсяница луговая, песчаные луга — овсяница овечья. Гаи распространены в заказнике очагами и представлены доминирующим дубом с участием видов вяз, тополь чёрный (осокорь), тополь белый. В травяном ярусе растут буквица лекарственная, ландыш майский, норичник клубненосный, вероника колосистая, девясил иволистый.
Заказник является местом большой популяции кулик-сороки, занесённого в Красную книгу Украины. Встречаются лисица, бобёр, серая цапля, чайки, крачки.